# Zirl
Zirl è un comune austriaco di 8 022 abitanti nel distretto di Innsbruck-Land, in Tirolo; ha lo status di comune mercato (Marktgemeinde).

## Geografia fisica
Zirl è situata ai margini sudoccidentali dei Monti del Karwendel, a circa 10 km a ovest di Innsbruck, sulla sponda settentrionale del fiume Inn.

## Storia
Sul Martinsbühel è stato accertato un insediamento dell'epoca della Cultura di La Tène. Il territorio dell'odierna Zirl era un importante punto di snodo sulla strada romana via Claudia Augusta per Augusta. All'inizio del III secolo fu edificato il castrum romano "Statio Teriolis", che fu distrutto nel corso delle invasioni barbariche del V e VI secolo.
Il nome attuale è attestato per la prima volta nel 799, nelle forme di "Cyreolu" e "Cyreola". Il castello di Fragenstein fu edificato nel 1209 e distrutto nel 1703, nel corso della guerra di successione spagnola. Tra il 1608 e il 1908 otto incendi devastarono il paese: il 21 giugno 1908 la maggior parte delle case fu distrutta.

## Economia
Il clima mite rende possibile la coltivazione della vita la cui importanza, come il resto dell'agricoltura, è tuttavia limitata. Sono presenti imprese industriali e artigianali; le più importanti lavorano nel campo di chimica, edilizia e riciclaggio. Nella frazione di Hochzirl si trova un ospedale specializzato in medicina interna e neurologia.

## Infrastrutture e trasporti
Zirl si collega con l'autostrada A12 Inntal Autobahn tramite due svincoli; il paese è collegato con Innsbruck tramite autobus regionali.
La stazione della ferrovia dell'Arlberg è situata a sud-ovest dal centro del paese, sulla sponda meridionale dell'Inn; grazie alle numerose imprese presenti la stazione di Zirl è uno dei più grandi scali merci del Tirolo.